# Tempus fugit
Tempus fugit je latinski izraz koji doslovno znači "vrijeme bježi", ali se često prevodi i kao "vrijeme leti". Često se koristi kao natpis na satovima. Prvi put se pojavio u Vergilijevim Georgikama: 
što se prevodi kao "U međuvremenu vrijeme bježi: vrijeme bježi bespovratno, dok mi lutamo kao zarobljenici naše ljubavi prema detaljima."
Izrazom se obično nastoji opisati briga da nečije ograničeno vrijeme može biti potrošeno na stvari koje imaju malu važnost.